# Fontana del Mascherone
Fontana del Mascherone, även benämnd Fontana del Mascherone di Via Giulia och Beveratoio del Mascherone di Via Giulia, är en fontän vid Via Giulia i Rione Regola i Rom. Fontänen, som är belägen där Via del Mascherone möter Via Giulia, är attribuerad åt Girolamo Rainaldi och beställdes av familjen Farnese år 1626. Fontänen förses med vatten från Acqua Paola.

## Beskrivning
Fontänen består av ett brunnskar i granit samt en maskaron och två voluter i marmor. Fontänen kröns av den farnesiska liljan.

## Bilder
| - Fontänens maskaron. - Palazzo Farneses bakre fasad med fontänen till vänster. Etsning av Alessandro Specchi. |